# 纪连祥
纪连祥（1956年—），笔名耕夫，男，天津宝坻人，中国词作家，中共党员，中国作家协会、中国音乐家协会、中国音乐文学学会、中华诗词学会、中国楹联学会、中国音乐家著作权协会会员，悉尼华星艺术团专家委员会委员。出版散文论著《绿色文化情缘》、诗集《绿之恋》。

## 生平
1974年底参军，1996年任中国人民解放军66169部队天津苗木基地场长兼政委，上校军衔。现旅居悉尼。